# アネッテ・トレッテバルグステューエン
アネッテ・トレッテバルグステューエン（ノルウェー語: Anette Trettebergstuen、1981年5月25日 - ）は、ノルウェーの政治家、労働党所属。

## 人物
ヘードマルク県ハーマル出身。同国の議会において、初めて同性愛者であることを公表した政治家である。
ノルウェー初の女性首相グロ・ハーレム・ブルントラントに影響され、13歳で労働党青年部に入り政治活動を始めた。2005年のノルウェー国会議員選挙で初当選、2009年には2期目の当選を果たした。2012年10月26日には、仙台市で行われた日本女性会議で講演したほか、東日本大震災で被災した南三陸町などを訪問した。